# Mesocondyla dardusalis
Mesocondyla dardusalis (Walker, 1859) è un lepidottero appartenente alla famiglia Crambidae, endemico del Brasile.